# Kiviõli
Kiviõli is een stad in de Estlandse gemeente Lüganuse in de provincie Ida-Virumaa. De stad telt 4792 inwoners (2024). Tot in 2017 was de stad een afzonderlijke gemeente met een oppervlakte van 11,7 km². Sinds 2017 is het de hoofdplaats van de gemeente Lüganuse.
De meerderheid van de bevolking is Russischtalig. Op 31 december 2021 woonden er 2498 Russen en 1924 Esten op in totaal 4854 inwoners. Dat is 51,5, resp. 39,6%.

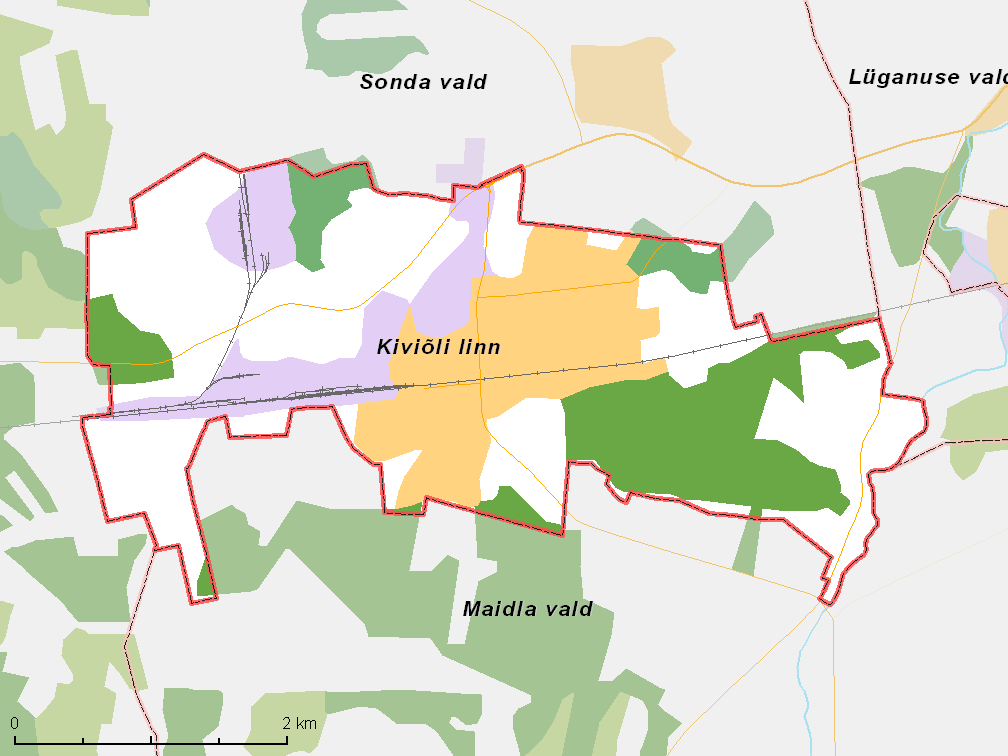
De vroegere gemeente met omliggende gemeenten

## Oliewinning
De naam Kiviõli betekent ‘olie uit steen’ en dat is precies de reden dat de stad bestaat. In de vroege jaren twintig van de 20e eeuw begon bij Kiviõli, net als in andere delen van de provincie Ida-Virumaa, de winning van olie uit olieschalie. Na de bezetting van Estland door de Sovjet-Unie in 1940 werd de winning van schalieolie grootschalig aangepakt. Tussen 1959 en 1991 maakte Kiviõli deel uit van de ‘oliestad’ Kohtla-Järve. Het grootste deel van de gewonnen olie wordt ter plaatse gebruikt om elektriciteit op te wekken. Veel winningsplaatsen zijn al gesloten, maar in Kiviõli gaat de oliewinning nog steeds door, al streeft Estland er wel naar deze sterk vervuilende vorm van mijnbouw geleidelijk te beëindigen.
De olieschalie-industrie heeft ervoor gezorgd dat Kiviõli omringd is door afvalbergen die bestaan uit as. In de woorden van een reisgids: de stad is ‘een apocalyptisch scenario, bestaande uit asbergen, transportinstallaties en vernielde natuur.’

## Concentratiekamp
In 1943, tijdens de Tweede Wereldoorlog, zetten de Duitse bezetters bij Kiviõli twee concentratiekampen op: Kiviõli I en II. Beide kampen waren subkampen van Vaivara. In de kampen werden Joden tewerkgesteld bij de winning van schalieolie. Het overgrote deel van hen werd aangevoerd uit getto's buiten Estland. In oktober 1943 hadden de kampen samen 448 gevangenen, in juli 1944 was dat aantal opgelopen tot 1462. Wie wegens ouderdom of ziekte niet meer kon werken, werd afgevoerd, meestal naar het kamp Kaiserwald bij Riga, maar ook wel naar andere kampen, zoals dat van Ereda, ook een subkamp van Vaivara. Wie in Ereda terechtkwam, werd doorgaans direct geëxecuteerd. In augustus en september 1944 werden onder druk van het oprukkende Rode Leger alle kampen in Estland ontruimd. De gevangenen van Kiviõli moesten ook weg. Sommigen werden per schip naar Stutthof gebracht, anderen werden ter plekke geëxecuteerd. Er kwam ook een kleine groep gevangenen in het kamp van Klooga terecht, waar op 19 september 1944 vrijwel alle bewoners werden afgemaakt. Kiviõli heeft een gedenkteken voor de kampen die daar waren gevestigd.

## Verkeer en vervoer
Kiviõli heeft een station aan de spoorlijn Tallinn - Narva. De secundaire weg Tugimaantee 34 loopt van Kiviõli naar Varja.
- MusicBrainz: 2d141f75-1890-4b6f-879e-5e18289c89d1
- Virtual International Authority File: 236156180